# ماريفا
ماريفا هي مدينة من مدن أوكرانيا . يبلغ عدد سكانها 23679 نسمة وذلك حسب إحصائيات سنة 2005.